# سبيتسناز

## فرقة السبيتسناز
التابعة للجيش القوات السوفييتية الروسية الخاصة، قوات السبيتسناز الخاصة أو سبيتسناز، Specnaz الروسي спец иального наз начения : هو مصطلح يطلق على قوات الخاصة التابعة للقوات السوفيتية سابقاً والروسية حالياً. ترجمة الاسم حرفياً تعني "قوة الأغراض الخاصة من القوات الخاصة على وجه التحديد يمكن أن يشير إلى أي غرض خاص أو وحدات النخبة في إطار التبعية لإي جهاز أمني أو القوات وزارة الداخلية أو من وزارة الشؤون الداخلية الروسية، والوحدات الخاضعة لخدمة المخابرات العسكرية الحربية السوفيتية الروسية حالياً أو أي من القوات التابعة لها. حاليا، يستخدم هذا المصطلح أيضا لوصف أي وحدات لأغراض خاصة أو فرق عمل من وزارات أخرى مثل وزارة الطوارئ ووحدات الإنقاذ الخاصة. أيضا قوات الخارجية الخاصة يشار إليها سبيتسناز على شاشة التلفزيون الروسي، على سبيل المثال "سبيتسناز الاميركية". المدربون سبيتسناز المتخصصين في الحرس الجمهوري في سوريا والعراق وإيران. وحدات القوات الداخلية من شيكا أثيرت أصلا للاستخدام الداخلي ضد المناهضين للثورة وغير المرغوب فيهم الأخرى؛ المشهود هو الأكثر فيتياز (وزارة الداخلية). اليوم إنها تحمل نفس دور قوات الدرك أو حرس الوحدات الوطنية في بلدان أخرى. سبيتسناز تنفيذ الاستطلاع والاجتماعي "الحرب" البعثات في "وقت السلم" وكذلك في الحرب. وكانت المهمة الرئيسية للقوات سبيتسناز في زمن الحرب تسلل الإدراج وراء خطوط العدو (سواء في الملابس أو الزي المدني)، وعادة بشكل جيد قبل وكان من المقرر أن تبدأ الأعمال العدائية، ومرة واحدة في مكان، لارتكاب أعمال التخريب (مثل تدمير حيوية حلف شمال الأطلسي الاتصالات المراكز اللوجستية) واغتيال قادة الحكومة وضباط الجيش الرئيسية. وفقا لفلاديمير (Rezun)، وهو الحربية التابعة للمنشق الذي استخدم اسم مستعار " فيكتور سوفوروف "، كان هناك 20 لواء سبيتسناز زائد 41 شركات منفصلة. وهكذا، فإن مجموع قوام القوات سبيتسناز حوالي 30000 جندي في ذلك الوقت. حاليا، أعدادهم حوالي 15000.

## وحدات خدمة الأمن الاتحادية
العمليات الخاصة من جهاز الأمن الفيدرالى ويهدف مركز لمكافحة الإرهاب وحماية النظام الدستوري في الاتحاد الروسي. جهاز الأمن الفيدرالى المذكور يتكون من ثلاثة «المنطوق» مختلف التقسيمات الفرعية وإدارة (المعروف أيضا باسم (spetsgruppa) «ألفا»)، قسم الخامس (المعروف أيضا باسم ("spetsgruppa "Vympel))، واستغاثة ما يسمى (دائرة العمليات الخاصة). مقر جهاز الأمن الفيدرالى المذكورة عبارة عن مجمع كبير من المباني ومجالات التدريب (بقيمة عشرات الهكتارات من الأراضي، ومرافق التدريب 76، الخ) وهي تقع في بلدة Balashikha) - 2)، فقط 10 كم من عصابة موسكو. التدريب متوسط الصلابة يستمر نحو خمس سنوات.

### مجموعة ألفا
ألفا هوالاسم المعروف لمكافحة الإرهاب بدأت وحدة في 1974. اليوم «ألفا» هو وحدة درجة عالية من الاحتراف، والذي يتألف من حوالي 700 جنديا. وحدة تتمركز الغالبية في موسكو، من وحدة ويقع الباقي في ثلاث مدن أخرى— كراسنودار، إيكاترينبرج، وخاباروفسك. كل «ألفا» عناصر الخضوع التدريب الخاصة المحمولة جوا والأسلحة النارية. ما يقرب من ثلث منهم خاصة التدريب الجبلية، وآخر ثالث وتدريب الغوص الخاصة لمكافحة التخريب. وحدة يستخدم مجموعة واسعة من الأسلحة الحديثة الروسية والأجنبية والمعدات، وتعديل بعض من النسخ الأصلية لتناسب الاحتياجات الفريدة للوحدة.

### (Vympel) أو نخبة الحرب الباردة
(Vympel) المعروف سابقا باسم نخبة الحرب الباردة حقبة الكي جي بي تخريب ووحدة الاغتيال — والآن بات يعرف بمكافحة الإرهاب والتخريب، وهي وحدة مضادة. ولكن، على عكس «ألفا»، بدلا من تعلم كيفية عاصفة الطائرات والحافلات، إلا أنها تعمل في بيئة مختلفة تماما. وهم خبراء في 18 تخصصات مختلفة وخاص (من بينها — كيفية اختراق المباني، حراسة والرماية واسعة، تدريب الفنون القتالية، وقيادة ناقلات الجنود، المدرعة وتحليق الطائرات، والتدريب الطبي)، والدفاع ضد الأعمال الإرهابية المحتملة التي تنطوي على محطات الطاقة النووية، الطاقة الكهرومائية السدود، والمجمعات الصناعية الأخرى. ومع ذلك، لا تزال "Vympel"وحدة نشطة الاستخدام بكثرة في بعثات العمليات الخاصة في شمال القوقاز، جنبا إلى جنب مع نظرائهم من وحدة «الفا». "Vympel" أربع وحدات من «ألفا» و5 وحدات من "Vympel" وحدة واحدة من كل وزارة. وهي تشارك دائما في عمليات هجومية في الشيشان. تتمركز كل وحدة تعمل في الشيشان على الأقل 2-3 مرات في السنة. "Vympel" تتمركز في موسكو، ولكن له أيضا مكاتب فرعية متعددة في كل مدينة تقريبا حيث توجد محطة للطاقة النووية. الإدارة والخامس نشطاء 'معيار بنكو دلتا آسيا اللون الأسود. ومع ذلك، في الشيشان أن استخدام أنواع مختلفة من التمويه مثل التمويه الغابات الزي الرسمي بما يعرف بـ، فلورا
.

### العمليات الخاصة الخدمة
هي وحدة العمليات الخاصة والخدمات – وهي تهتم بالامدادات للقوات. لايوجد معلومات كافية عن هذة الوحدة، ولكن المعروف هو أنها تشارك أيضا جنباً لجنب في عمليات التجسس الخاصة في منطقة القوقاز الشمالية، وأيضا حراسة الشخصيات المهمة للمسؤولين الحكوميين.

### وحدات إقليمية
تعمل جنباإلى جنب مع مركز العمليات الخاصة ووحدات النخبة مع ذلك، هناك العديد من اجهزة الأمن الفيدرالية وحدات القوات الخاصة ذات الأهمية الإقليمية. وتسمى هذه المفارز عادة (ROSN) (الإقليمي إدارة التصنيف الخاص). ويقال إن معظم (ROSNs) أفرادمتواجدين في سانت بطرسبرغ ونيجني نوفغورود.

## وحدات وزارة الداخلية

### القوات الداخلية
يتضمن 25 وحدة من قوات الداخلية، والتي هي من نوعية جيدة ومعدة للاستخدام لمكافحة التمرد، وأمن الحدود لأغراض مكافحة الإرهاب. هذه الوحدات عادة ما يكون اسم فريد والرسمية عدد التشبيك المفتوح. وفيما يلي قائمة جزئية من وحدات القوات الخاصة:
- وحدة نظام التشبيك المفتوح 6. التلفزيونية «الفيتياز» المتمركزة في موسكو.
- وحدة نظام التشبيك المفتوح "Rosich” نوفوسيبيرسك.
- ف8 th نظام التشبيك المفتوح «روس» موسكو.
- ف12th نظام التشبيك المفتوح Tagil- Ratnik نوفغورود.
- ف15th نظام التشبيك المفتوح – Vyatich – أرمافير
- ف16th نظام التشبيك المفتوح التليفزيونية «سكيف – روستوف».

عادة ما تكون جيدة التدريب والتجهيز، ويجري تدريبهم على أعلى مستوى باكثير من المشاة الروسية العادية. قد تشمل مهماتهم استطلاع البعثات والعمليات القتالية العادية (قتال منزل إلى منزل، معارك قريبة المدى، الاعتداءات).هذه الوحدات ولا سيما وحدات فيتياز خدموا في بعض الأحيان إلى جانب الوحدات الأخرىأثناء عمليات مكافحة الإرهاب إلى جانب فريق " ألفا "، وهي تشبه إلى حد كبير وحدات الولايات المتحدة الجيش رينجرز 1 SFOD العمل مع الأبعاد (يعرف أيضا باسم " دلتا فورس

### ميليشيا
تعمل جانبا مع قوات الداخلية والقوات الخاصة، من وزارة الداخلية ولديها الكثير من مليشيات الشرطة والقوات الخاصة والتي تتمركز في مدين روسية كبيرة تقريبا كل يوم. بينما أومون استخدمت وحدات معظمها كما شرطة مكافحة الشغب خلال ومكافحة المخدرات، فإنها لا تعتبر حقا وحدة مكافحة الإرهاب وهي قوة لا يستهان بها مع عدم وجود خبرة كافية ببساطة لهذه الأسباب زارة الداخلية والعديد من OMSN وحدات (المعروف سابقا باسم SOBR)، تتألف من كبار ضباط الشرطة في المرتبة ومدربون تدريبا جيدا ومجهزة لمكافحة الإرهابيين، والتمرد، والمشاركة في أي نوع من المخاطر وهي تعتبر بعثة رفيعة المستوى

## قوات الجيش الروسي الخاص

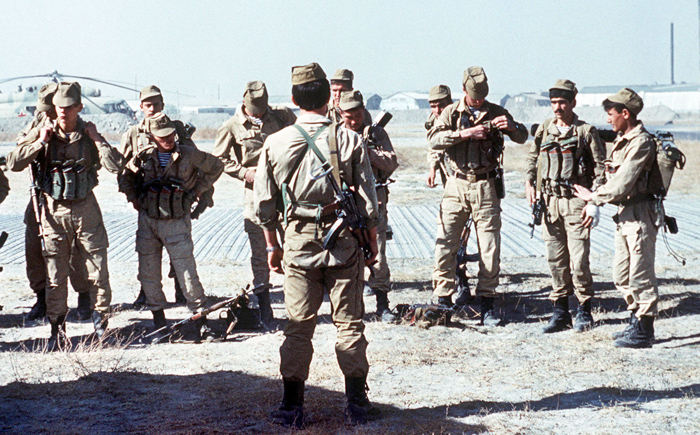
فريق سبيتسناز السوفياتي تستعد للقيام بمهمة في مطار كابول في أفغانستان في 1988

قد وجدت سبيتسناز الجيش الروسي سمعة شرسة باعتبارها واحدة من أفضل القوات الخاصة في العالم نتيجة لمعايير قاسية جدا تتبع في تدريبهم. فهي يتم الاشراف عليها من قبل الحربية التابعة لها.وحدات الحربية التابعة سبيتسناز ليس لها أسماء الرسمية، بمثل الحال مع وحدات وزارة الداخلية سبيتسناز. وعادة ما يشار إلى الوحدة بالأرقام، على سبيل المثال، «فصل 16 لواء من سبيتسناز»، مثلها مثل أي وحدة عسكرية أخرى.
في الواقع لا يوجد تفاصيل أكثر عن عمل هذة الوحدات يوجد القليل من التفاصيل حول عملياتها الحربية التابعة سبيتسناز، ولكن المعروف هو أنها شاركت بشكل كبير في العمليات العسكرية في أفغانستان والشيشان. Spetnaz عادة يتبعون معايير خاصة بزي الرمسي لهم فلون القبعات أزرق وتوجد شعار الـ VDV من أجل تجنب تحديد الهوية. ومع ذلك، فإنها يمكن أن يرتدوا البزات الرسمية المختلفة.